# エストニアとリヴォニアの降伏
エストニアとリヴォニアの降伏（エストニアとリヴォニアのこうふく、英語: Capitulation of Estonia and Livonia）は大北方戦争中の1710年にスウェーデン属領のエストニアとリヴォニアが征服されたのち、ロシア・ツァーリ国に編入された出来事、およびその条約を指す。リヴォニア貴族とリガ市は1710年7月15日（ユリウス暦7月4日）に、ペルナウは8月に、エストニア貴族とレヴァル市は10月10日（ユリウス暦9月29日）に降伏した。ロシアは現地の組織を残し、貴族と市民が伝統的に有する特権（特にプロテスタントの権利関連）を確認した。一方、スウェーデン王カール11世が導入した、多くの農奴を王の臣民に昇格させた土地回収の改革は元に戻された。
スウェーデン・バルト帝国は1721年のニスタット条約でバルト地方の降伏を受諾した。バルト地方の割譲はスウェーデンの大国時代を終わらせ、その代わりにロシアが大国化した。バルト地方の特権は19世紀末まで維持された。

## 背景
大北方戦争直前の1699年、ロシア・ツァーリ国のピョートル1世とザクセンとポーランド＝リトアニアの君主アウグスト2世はプレオブラジェンスコエ条約を締結、スウェーデンのバルト属領への侵攻およびその分割について合意した。戦争が勃発すると、スウェーデン王カール12世は1700年のナルヴァの戦いでロシア軍を撃破、続いてアウグスト2世をザクセンまで追撃した。スウェーデン軍が離れている間にロシア軍が再集結、疫病で弱っていたバルト地方の大半を征服した。1710年にスウェーデン軍の牙城リガ、レヴァル、ペルナウが降伏すると、侵攻が完了した。この時点でスウェーデン本軍はポルタヴァの戦いの後、ペレヴォローチナの降伏により捕虜になっていた。ピョートル1世は親征して1709年11月にリガ包囲戦初期の砲撃に加わった。

## 内容
エストニアとリヴォニアの降伏において、ロシアは現地法と特権（特にプロテスタント教会関連）を確認し、これは行政、経済、社会、文化の自治に等しい。これはドイツ騎士団時代以来の法と特権を含み、エストニアではデンマークの法も含む。スウェーデンの絶対主義による特権削減は戦争間近の時期、亡命リヴォニア貴族とリヴォニア貴族を代弁しているヨハン・ラインハルト・フォン・パトクルによる反スウェーデン戦争のロビー活動の成功をもたらし、大半がロシアの征服に激しく抵抗していたバルト貴族がロシアに忠誠を誓う結果となった。降伏はバルト・ドイツ人貴族と平民のみで行われ、エストニア語とラトビア語を話す人々は無視された。
現地法と行政を認めたことにより、スウェーデン法の多くがロシアの治下でも有効のままだった。例えば、1777年にはレヴァルにおいてまだ有効であったスウェーデンの勅令がリストアップされたが、このリストが不完全であるにもかかわらず122の勅令が列挙された。また、スウェーデン時代の聖職者制度は1832年まで廃止されなかった。
リヴォニアの降伏は1699年のプレオブラジェンスコエ条約で定められ、1709年のトルン条約で再確認されたアウグスト2世の請求権を破った。これらの条約では同盟側がスウェーデン属領を分割し、アウグスト2世がリヴォニアを得ることが定められていた。ロシアのボリス・シェレメーツェフはゲルハルト・ヨハン・フォン・レーヴェンヴォルデの条約履行の要求を無視し、リヴォニア人にピョートル1世へ忠誠を誓わせた。レーヴェンヴォルデはそれまでアウグスト2世の下で働いていたが、ピョートル1世のリヴォニアにおける全権大使に任命され、同職を1713年まで務めた。

## 影響
スウェーデン政府は1721年にロシアとの講和条約であるニスタット条約を締結する前、降伏を受諾しなかった。スウェーデンのスパイは占領地で活動、バルト地方からスウェーデン本土へ逃げる人々を尋問した。1711年と1712年にはスウェーデン海軍がエストニア海岸を襲撃、集落や農園などを燃やした。1711年のエーゼル島（サーレマー島とも）への強襲やその後のフィンランド駐留軍による上陸などより大規模な遠征も計画されたが、実行されることはなかった。最後の計画は1720年に立てられたが、やはり実行されなかった。スウェーデン政府はバルト属領の亡命政府を維持し、1720年まで行政官僚を任命し続けた。ボリス・シェレメーツェフを長とするロシア政府は対策として現地住民とスウェーデンとの連絡を禁止した。

1721年8月30日、ニスタット条約の第9、10、11、12条によりバルト地方がロシア領になることが正式に確認された。スウェーデンは請求を「永遠に」取り下げ、バルト地方を王の称号から消すことを余儀なくされた。代わりにピョートル1世は自身の称号をツァーリからインペラートルに変更、"kniaz Estlandskyi, Livlandskyi i Korelskyi"（エストニア、リヴォニアとカレリアの公）を追加した 。しかし、スウェーデンはバルト地方を完全には諦めておらず、バルト地方はその後の1世紀の間スウェーデンの戦争目標であり続けた。これはバルト地方が戦略的に重要で、リヴォニアがスウェーデンの穀倉地帯であったことが理由である。しかし、侵攻が試みられたハット党戦争、グスタフ3世の戦争、フィンランド戦争はいずれも失敗した。Loit (2004)は下記のように記述した。
「1561年のエストニア獲得がスウェーデンの大国化への第一歩であり、バルト地方が大北方戦争中の1710年（1721年）にロシア奪われたときがスウェーデンが二流の国に変わった瞬間である。」
エストニアとリヴォニアを獲得したことにより、ロシア宮廷にバルト・ドイツ人貴族が加わった。その後、バルト・ドイツ人はロシア帝国で要職を占めた。1795年、ロシアは第三次ポーランド分割というエストニアとリヴォニアの降伏にも似た事件でバルト地方における近世時期の領土拡張を完成した。バルト地方はロシア帝国内で特権を維持し、1840年代にニコライ1世がロシア化政策を実施するまで続いた。1883年から1905年まで、アレクサンドル3世の民族主義政策により行政と教育に変化が起こり、1905年のロシア第一革命で緩和されるまで続いた。ピョートル1世はバルト地方の征服後にドイツ語が公用語のままであることを確約したが、エカチェリーナ2世はロシア語を第2の公用語と定め、1880年代にはロシア語が第2のリングワ・フランカ（共通語）として導入された。